# NGC 542
NGC 542 is een spiraalvormig sterrenstelsel in het sterrenbeeld Andromeda. Het hemelobject ligt 193 miljoen lichtjaar (59,1 × 106 parsec) van de Aarde verwijderd en werd op 10 oktober 1855 ontdekt door de Amerikaanse assistent-astronoom R. J. Mitchell.

## Synoniemen
- GC 318
- 2MASX J01263085+3440318
- HCG 10D
- MCG +06-04-022
- PGC 5360
- ZWG 521.26